# Chalcionellus palmi
Chalcionellus palmi är en skalbaggsart som beskrevs av Rolf Martin Theodor Dahlgren 1981. Chalcionellus palmi ingår i släktet Chalcionellus och familjen stumpbaggar. Inga underarter finns listade i Catalogue of Life.